# Bad Oeynhausen (Stadtzentrum)
Bad Oeynhausen (Stadtzentrum) ist ein Stadtteil der Stadt Bad Oeynhausen im Kreis Minden-Lübbecke. Bis 1972 war der heutige Stadtteil eine amtsfreie Stadt im Kreis Minden, die erst 1860 gegründet worden war.

## Geographie
Der Stadtteil Bad Oeynhausen (Stadtzentrum) grenzt im Westen an den Stadtteil Gohfeld der Stadt Löhne im Kreis Herford.
Im Süden grenzt der Stadtteil an Lohe, im Osten an Rehme und im Norden an Eidinghausen und Werste.
Im System der Naturräumlichen Gliederung Deutschlands gehört das Gebiet zum flachwelligen Oeynhausener Hügelland, einem Teilbereich des Ravensberger Hügellands, das von Bächen teilweise stark zertalt ist; typisch sind die als Sieke bezeichneten Kastentälchen. Der größte Teil der Stadtfläche wird von Gestein des Unteren Jura (Lias) gebildet.
Der nördliche Teil des Stadtzentrums hat Anteil an der west-östlich verlaufenden Werre-Niederung mit Auelehm-Böden. Der tiefstliegende, direkt an der unteren Werre gelegene Streifen ist hochwassergefährdet und teilweise eingedeicht, die Deichpflege übernimmt der Werre-Wasserverband.

## Geschichte
Die Gründung von Bad Oeynhausen steht im engen Zusammenhang mit den Bohrungen des Berghauptmanns Karl von Oeynhausen, der Anfang der 1840er Jahre auf dem Gebiet der Gemeinde Rehme auf der Suche nach Steinsalz auf eine Thermalsole stieß. Daraufhin entwickelte sich rasch ein Kurbetrieb, der von der preußischen Regierung als Staatsbad ausgebaut wurde. König Friedrich Wilhelm IV. verlieh dem Bad 1848 den Namen „Königliches Bad Oeynhausen“. Durch die direkt vorbeiführende neue Köln-Mindener Eisenbahn wurde das Bad 1847 mit einem Bahnhof verkehrstechnisch überregional angebunden.
Die Stadt Bad Oeynhausen wurde am 1. Januar 1860 aus Teilen der Gemeinden Rehme (Kreis Minden) und Gohfeld (Kreis Herford) gegründet; zur Zeit der Gründung lebten im Gebiet der neuen Stadt etwa 1300 Einwohner.
Am 1. April 1926 wurde ein Teil der Gemeinde Lohe in die Stadt Bad Oeynhausen umgemeindet.

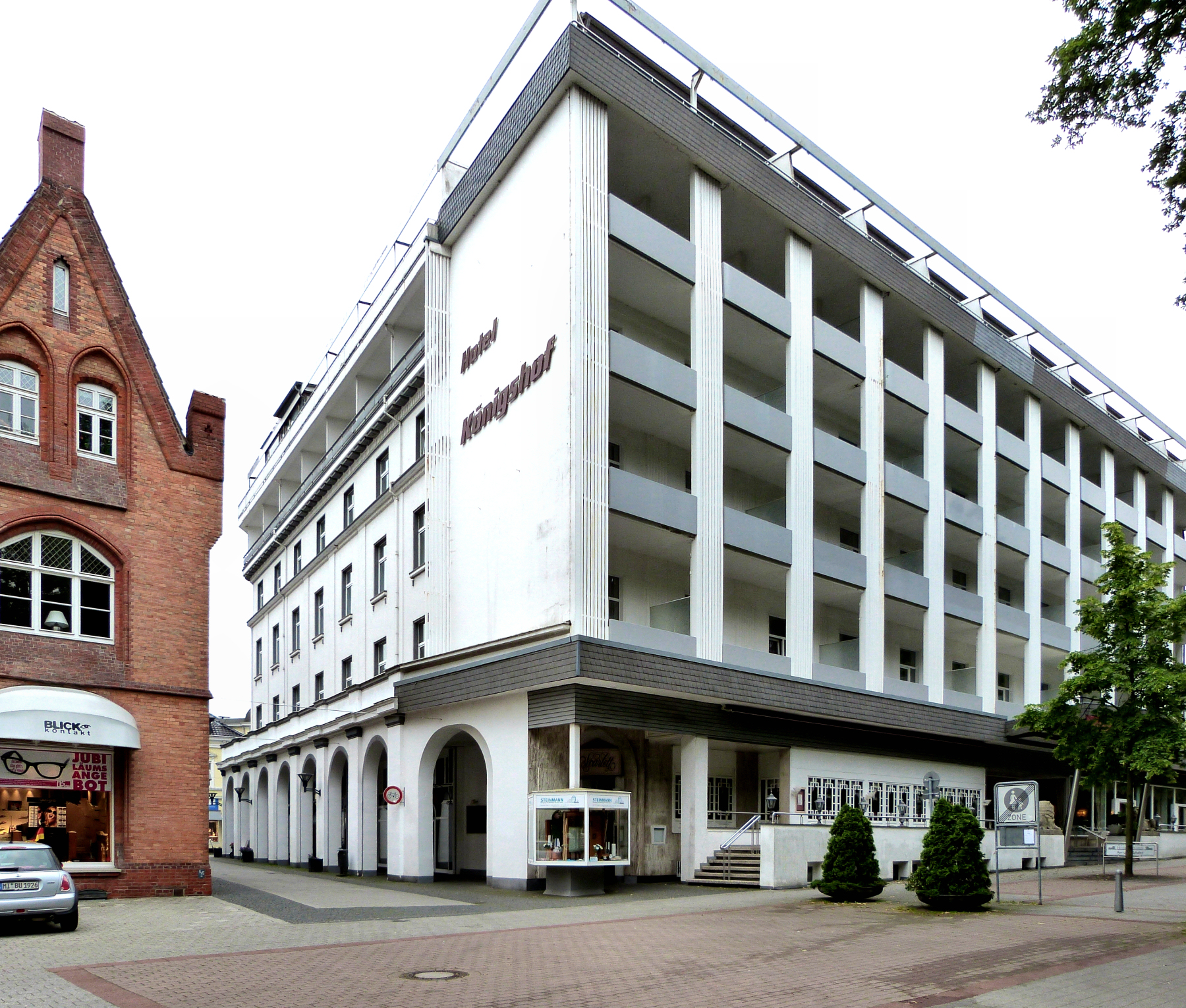
Hotel Königshof mit Kolonnaden

Nach dem Zweiten Weltkrieg war bis zum Umzug nach Berlin Bad Oeynhausen Sitz der britischen Militärregierung. Das Oberkommando befand sich in der Stadt, während die britische Militärregierung ihren Sitz in Lübbecke, Herford und Minden hatte.  In der Stadt war auch das Hauptquartier der britischen Rheinarmee im Hotel Königshof, das bis zum Kriegsende als Lazarett gedient hatte. Ein großer Teil der Innenstadt, die im Krieg unzerstört geblieben war, war für das zivile Leben gesperrt. Anwohner und Geschäfte wurden bei Kriegsende in wenigen Tagen zwangsumgesiedelt. Ein provisorisches Geschäftszentrum entstand nördlich der Nordbahn. In der abgesperrten Innenstadt wurden während der Besatzungszeit mehrere für die Kurstadt bedeutende Bauwerke durch Brand zerstört, unter anderem die Auferstehungskirche am Kurpark, der Musikpavillon am Kurhaus und das damalige Badehaus II, an dessen Stelle heute die Gollwitzer-Meier-Klinik steht. Für die Logistik wurde der Flugplatz Porta Westfalica im nah gelegenen Vennebeck eingerichtet.
Ab Januar 1948 wurden die Absperrungen in mehreren Phasen aufgehoben. Erst nach völliger Freigabe der Innenstadt durch die Briten 1954 wurde der Badebetrieb wieder aufgenommen.
Bis zur kommunalen Neugliederung am 1. Januar 1973 war Bad Oeynhausen neben Minden die einzige amtsfreie Gemeinde des Kreises mit einer Gesamtfläche von rund 7,31 km² sowie 13983 Einwohnern. Im Jahr 2006 hatte die Innenstadt 15.893 Einwohner. Damit ist Bad Oeynhausen (Stadtzentrum) der Stadtteil mit den meisten Einwohnern und der größten Bevölkerungsdichte aller Oeynhausener Stadtteile.

### Einwohnerentwicklung
Die Tabelle und das Diagramm zeigen die Einwohnerzahlen der Stadt Bad Oeynhausen bis 1972 und ab 1973 des Stadtteils Bad Oeynhausen nach dem jeweiligen Gebietsstand. Eine relevante Änderung des Gebietsstandes ergab sich durch die Eingemeindung eines Teils der Gemeinde Lohe am 1. April 1926 (1925: 2942 Einwohner). Bei den Zahlen handelt es sich bis 1970 um Volkszählungsergebnisse. Die Angaben beziehen sich ab 1871 sowie für 1946 auf die Ortsanwesende Bevölkerung und von 1925 bis 1970 auf die Wohnbevölkerung. Vor 1871 wurde die Einwohnerzahl nach uneinheitlichen Erhebungsverfahren ermittelt.
| Jahr           | Einwohner |
| -------------- | --------- |
| 1861           | 1.317     |
| 1867 (3. Dez.) | 1.636     |
| 1871 (1. Dez.) | 1.952     |
| 1885 (1. Dez.) | 2.381     |
| 1895 (1. Dez.) | 2.897     |
| 1900 (1. Dez.) | 3.356     |

| Jahr            | Einwohner |
| --------------- | --------- |
| 1905 (1. Dez.)  | 3.891     |
| 1910 (1. Dez.)  | 4.291     |
| 1925 (16. Juni) | 6.248     |
| 1933 (16. Juni) | 10.215    |
| 1939 (17. Mai)  | 10.885    |
| 1946 (29. Okt.) | 6.607     |

| Jahr            | Einwohner |
| --------------- | --------- |
| 1950 (13. Sep.) | 9.529     |
| 1961 (6. Juni)  | 14.121    |
| 1970 (27. Mai)  | 13.884    |
| 1972 (31. Dez.) | 13.983    |
| 1973            | 14.065    |
| 2006            | 15.893    |

| Jahr            | Einwohner |
| --------------- | --------- |
| 2018 (31. Dez.) | 16.387    |

## Wirtschaft
Der Stadtteil „Bad Oeynhausen (Stadtzentrum)“ verfügt über die Gewerbegebiete „Nördliche Innenstadt“ (1,5 ha) und „Weserstraße“ (0,9 ha).

## Öffentliche Einrichtungen

### Amtliche Institutionen
Im Stadtzentrum ist der größte Teil der Stadtverwaltung im denkmalgeschützten Rathausgebäude von 1957 untergebracht. Das Amtsgericht Bad Oeynhausen in der Bismarckstraße ist für die Stadtbereiche Bad Oeynhausen, Löhne und Vlotho zuständig.

### Einrichtungen des Gesundheitswesens
In Bad Oeynhausen (Stadtzentrum) befinden sich das Herz- und Diabeteszentrum Bad Oeynhausen, das Krankenhaus Bad Oeynhausen der Mühlenkreiskliniken und der größte Teil der Bad Oeynhausener Kurkliniken.

### Schulen
Im Stadtzentrum befinden sich die Grundschule Altstadt und die Wichern-Grundschule als Hauptstandort des Grundschulverbunds Wichern-Lohe sowie im Schulzentrum-Süd das Immanuel-Kant-Gymnasium und die Realschule Süd.

### Vorschule
Im Stadtteil Bad Oeynhausen (Stadtzentrum) befinden sich sieben Kindergärten/-tagesstätten.

## Innenstadt
Die Innenstadt („City“) im Stadtzentrum von Bad Oeynhausen liegt direkt östlich des Kurparks und unmittelbar neben dem Bahnhof Bad Oeynhausen sowie dem Busbahnhof. Die Innenstadt hat als zentrales Einkaufszentrum der Stadt Bad Oeynhausen seit der Eröffnung 1997 des Einkaufszentrums Werre-Park, der an der Mindener Straße im Ortsteil Rehme liegt, an Bedeutung verloren.
Im Stadtzentrum stehen direkt am Kurpark die evangelische Auferstehungskirche und die katholische Kirche St. Peter und Paul. Eine weitere Gemeinde in diesem Stadtteil ist die evangelische Wichern-Gemeinde.

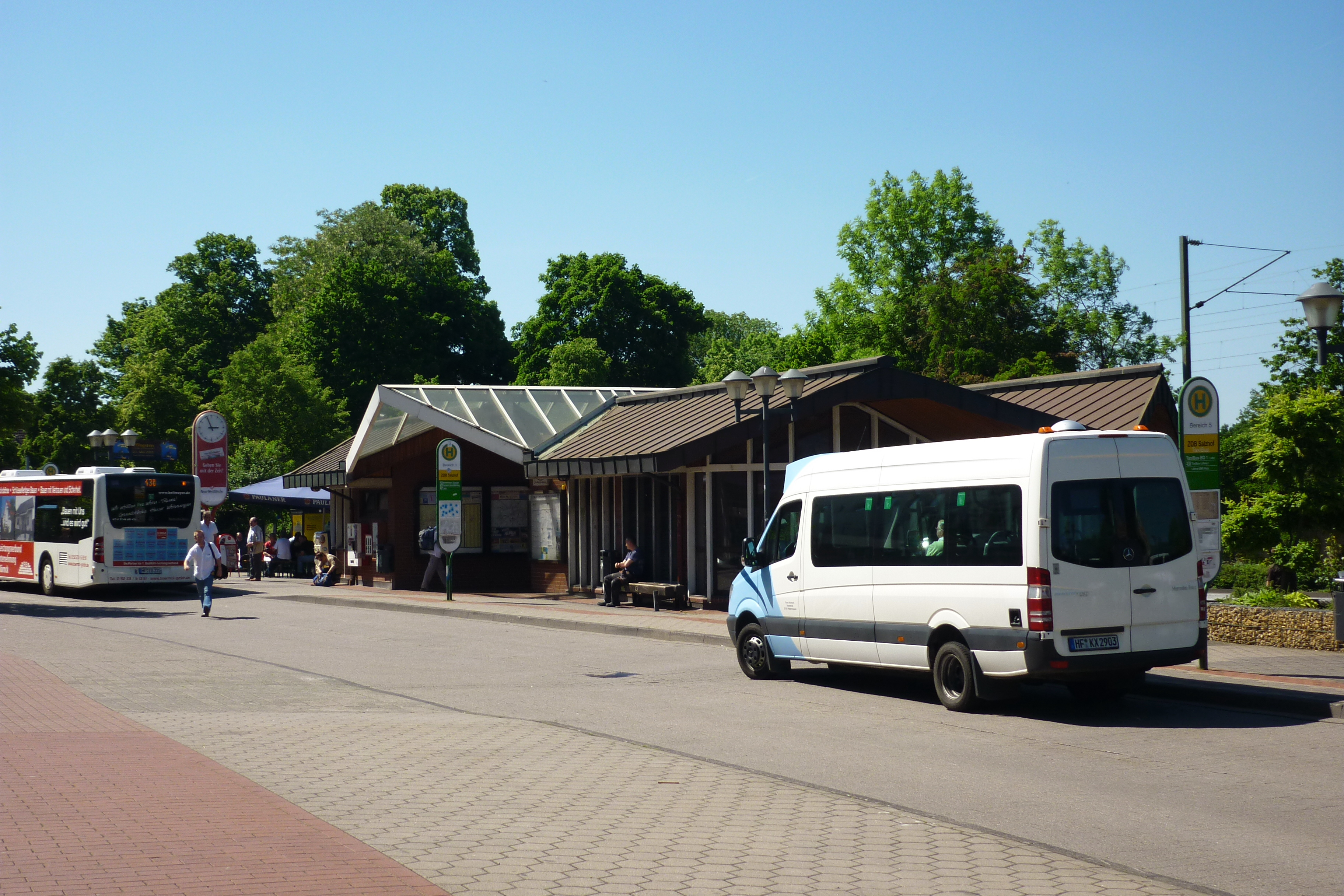
Busbahnhof nahe Bahnhof mit „Taxibus“ (Anrufbus)
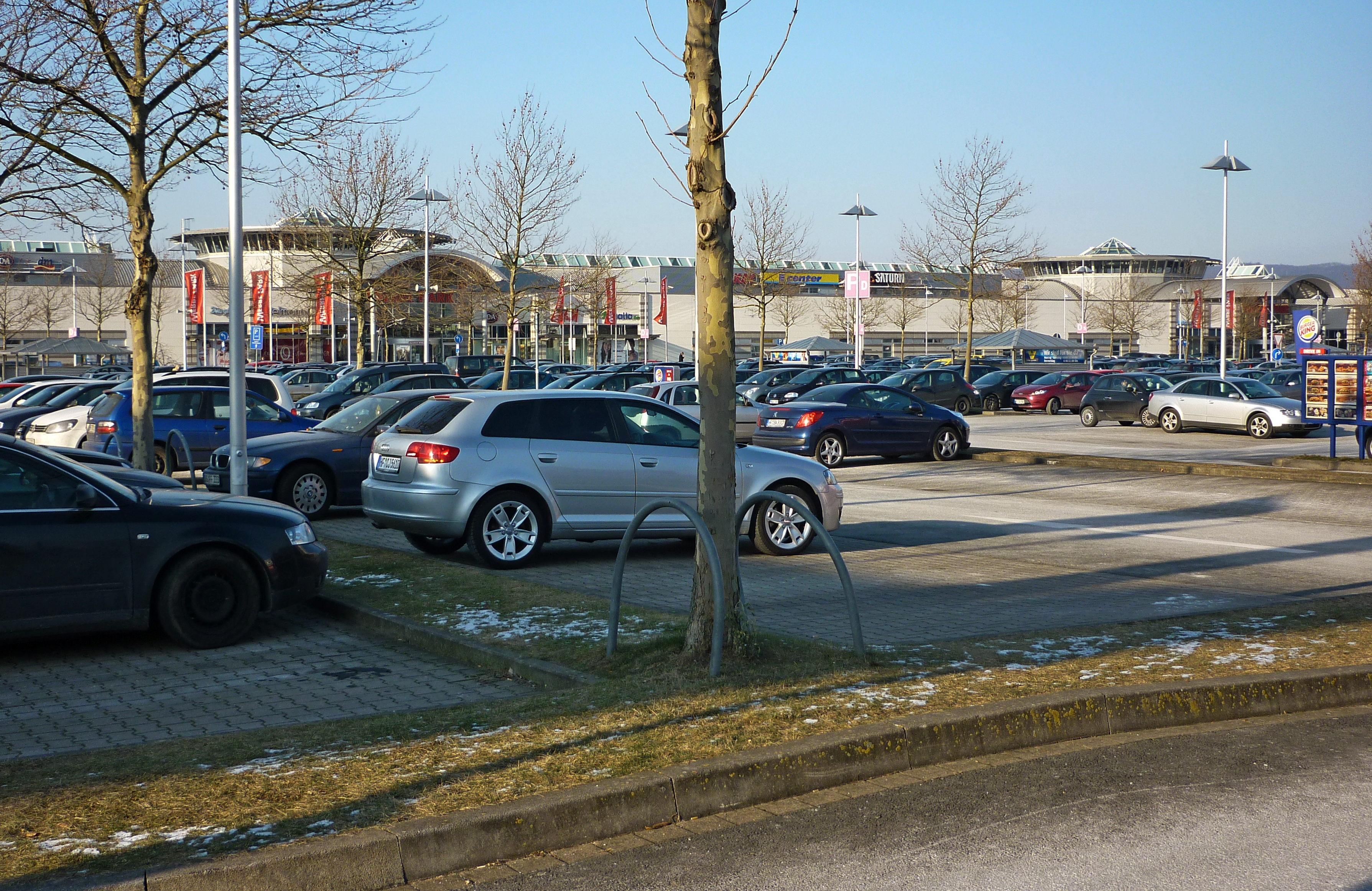
Einkaufszentrum „Werre-Park“